# Gwen Verdon
Gwyneth Evelyn "Gwen" Verdon, född 13 januari 1925 i Culver City, Los Angeles, Kalifornien, död 18 oktober 2000 i Woodstock, Vermont, var en amerikansk skådespelerska och dansare. Hon vann fyra Tony Awards för sina musikaliska komediföreställningar och tjänstgjorde som en koreografassistent och specialdanslärare för teater och film. Med flammande rött hår och en speciell röst var Verdon en hyllad utövare på Broadway på 1950-talet, 1960-talet och 1970-talet. Hon spelade också många roller i musikaler, och på grund av sin andra make, regissören och koreografen Bob Fosse, är hon ihågkommen som dansare-samarbetare-musa, för vilken han koreograferade mycket av sitt arbete. 
År 2019 porträtterade Michelle Williams Gwen Verdon i miniserien Fosse/Verdon.